# جو جو إنغليش
جو جو إنغليش (بالإنجليزية: Jo Jo English)‏ مواليد 4 فبراير 1970 في فرانكفورت، ألمانيا الغربية، هو لاعب كرة سلة أمريكي. بدأ مسيرته الاحترافية في سنة 1992. يبلغ طوله 6 قدم 4 بوصة (1.9 م). اعتزل اللعب في 2002.

## المسيرة الاحترافية
لعب مع شيكاغو بولز في سنة 1992، ثم لعب مع شيكاغو بولز في موسم 1993–1994، ثم لعب مع شيكاغو بولز في سنة 1994، ثم لعب مع أديليد ثيرتي سيكسترز في الدوري الأسترالي في سنة 1995، ثم لعب مع بشكتاش لكرة السلة في الدوري التركي في موسم 1996–1997.

## روابط خارجية
- جو جو إنغليش على موقع إن بي أي (الإنجليزية)
- جو جو إنغليش على موقع سبورتس رفرنس (الإنجليزية)
- جو جو إنغليش على موقع كلية كرة السلة في سبورتس رفرنس.كوم (الإنجليزية)
- جو جو إنغليش على موقع ريلجم (الإنجليزية)
- جو جو إنغليش على موقع بروبوليرز (الإنجليزية)